# رولاند أندرسون
رولاند أندرسون (بالسويدية: Roland Andersson)‏ (مواليد 28 مارس 1950) هو لاعب كرة قدم. يلعب مع منتخب السويد لكرة القدم. سبق له أن لعب في كأس العالم لكرة القدم مع منتخب بلاده.

## مسيرته الكروية
لعب رولاند أندرسون خلال مسيرته الاحترافية مع ناديين في ستة عشر موسمًا وسجل خلالها 13 هدفًا ضمن 344 مباراة. حيث فاز في أربعة مواسم بالكأس وفي أربعة مواسم بالدوري.
خاض رولاند أندرسون مسيرته مع نادي مالمو في موسم 1968 في المرة الأولى ليلعب معه سبعة مواسم ثم في موسم 1977 ليلعب معه سبعة مواسم، مشاركًا طوالها في 299 مباراة سجل خلالها 11 هدفًا. ثم انتقل إلى نادي يورغوردينس في عامي 1975-1977 ولمدة موسمين، حيث شارك في 45 مباراة سجل خلالها هدفين.

## روابط خارجية
- رولاند أندرسون على موقع الاتحاد الدولي (مؤرشف)  (الإنجليزية)
- رولاند أندرسون على موقع الاتحاد الأوربي (الإنجليزية)
- رولاند أندرسون على موقع قاعدة بيانات كرة القدم.إي يو (الإنجليزية)
- رولاند أندرسون على موقع ناشيونال فوتبول تيمز (الإنجليزية)
- رولاند أندرسون على موقع عالم كرة القدم.نت (الإنجليزية)